# ヤザワコーポレーション
株式会社ヤザワコーポレーションは、東京都荒川区東日暮里に本社を置く電気通信事業及びWi-Fi設備の構築。監視カメラ等通信機器の販売・設置・保守管理。家電製品の製造・販売。OEM事業。商業施設向け電気設備の保守管理業。コストコンサルタント事業などを行うメーカーである。「YAZAWA」のブランド名を使用している。

## 概要
1981年（昭和56年）6月に株式会社ヤザワとして会社を創業した。1996年（平成8年）に会社名を株式会社ヤザワコーポレーションに社名変更する。
電気通信事業及びWi-Fi設備の構築。監視カメラ等通信機器の販売、設置、保守管理。家電製品の製造・販売。OEM事業。商業施設向け電気設備の保守管理業。コストコンサルタント事業などを行うメーカーである。

## 沿革
- 1981年（昭和56年）6月、東京都台東区で株式会社ヤザワとして会社が創業される。
- 1990年（平成2年）、大阪営業所が開設される。
- 1991年（平成3年）、仙台営業所が開設される。
- 1995年（平成7年）、埼玉県越谷市に物流センターが開設される。
- 1996年（平成8年）、会社名を株式会社ヤザワコーポレーションに社名変更する。
- 1999年（平成11年）、名古屋営業所が開設される。
- 2000年（平成12年）、首都圏営業所開設が開設される。
- 2001年（平成13年）、株式会社EBLサービス(電気工事会社)が分社化される。
- 2002年（平成14年）、福岡営業所が開設される。札幌営業所が開設される。
- 2004年（平成16年）、新潟営業所が開設される。
- 2006年（平成18年）、代表取締役社長に 矢澤英一が就任する。
- 2011年（平成23年）、会社設立30周年式典。
- 2013年（平成25年）、建設業(電気工事業)許可を受ける。許可番号【国土交通省 許可（般-24）第24900号】
- 2014年（平成26年）、岡山営業所が開設される。ISO9001取得する。登録番号【JUSE-RA-1961】
- 2015年（平成27年）、内装業免許許可を受ける。許可番号【国土交通省 許可(般-26)第24900号】
- 2018年（平成30年）、建設業（管工事業）許可を受ける。許可番号【国土交通大臣　許可（般-29）第24900号】

## 事業内容
- 電気通信事業及びWi-Fi設備の構築、監視カメラ等通信機器の販売・設置・保守管理。
- 家庭用電気製品の製造・販売。
- OEM事業。
- 商業施設向け電気設備の保守管理業。
- コストコンサルタント事業。

## 主要製品
照明器具（LED電球、蛍光灯など）、配線用器具（延長コード、電球ソケットなど）、家庭用電気製品（ラジオ、時計、小型テレビ、扇風機など）、防犯用品などをホームセンターや家電量販店やインターネットの通信販売で販売している。

## 事業所
- 物流センター（埼玉県越谷市）
- 首都圏営業所
- 札幌営業所
- 仙台営業所
- 新潟営業所
- 名古屋営業所
- 大坂営業所
- 岡山営業所
- 福岡営業所